# Tommy Ivarsson
Sven Tommy Ivarsson, född 27 januari 1939 i Engelbrekts församling i Stockholms stad, är en svensk ingenjör och företagsledare. Han var i trettio år verksam vid Saab AB, bland annat som projektledare för JAS 39 Gripen.

## Biografi
Ivarsson avlade civilingenjörsexamen vid Kungliga Tekniska högskolan i Stockholm 1962 och examen i företagsekonomi vid Stockholms universitet 1970. Han var verksam som flygdirektör och biträdande projektledare för JA 37 vid Flygförvaltningen 1962–1968 och dess efterföljare Försvarets materielverk 1968–1972. Åren 1972–2002 var han verksam i Flygdivisionen i Saab AB: som chef för Kontoret för systemelektronik 1972–1976, som projektledare för nya flygplan 1976–1980, som projektledare för JAS 39 Gripen 1980–1990, som vice verkställande direktör för Industrigruppen JAS 1990–1993, som direktör och chef för sektionen för militära flygplan 1986–1992 och som chef för strategisk planering 1992–2002. Sedan 2003 är han verkställande direktör för egna konsultföretaget Ivarsson Aerospace AB.
Tommy Ivarsson invaldes 1989 som ledamot av Kungliga Krigsvetenskapsakademien.